# Prasinocyma peristicta
Prasinocyma peristicta là một loài bướm đêm trong họ Geometridae.